# Барнет Борис Васильович
Бори́с Васи́льович Ба́рнет (18 червня 1902, Москва, Російська імперія — 6 січня 1965, Рига, Латвійська РСР) — російський радянський кінорежисер, заслужений діяч мистецтв УРСР (з 1951).

## З життєпису
Член КПРС з 1943.

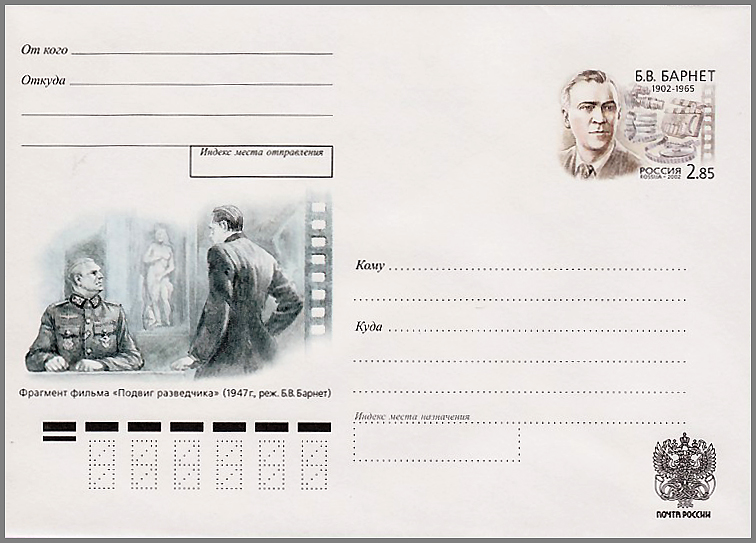
Конверт з оригінальною маркою: 100 років від дня народження Бориса Барнета, актора і кінорежисера (Росія, 2002)

Творчу діяльність в кіно почав 1920.
Поставив фільми: «Міс Менд» (1925), «Дівчина з коробкою» (1927), «Будинок на Трубній» (1928), «Криголам» (1931), «Околиця» (1933), «Поет» (1957), «Аннушка» (1959), «Полустанок» (1963) тощо.
На Київській студії художніх фільмів здійснив постановки: «Подвиг розвідника» (1947), «Щедре літо» (1950) і «Концерт майстрів українського мистецтва» (1952).
Покінчив з життям в лікарні міста Рига, Латвія.

## Нагороди
- Заслужений артист РРФСР (1935)
- Лауреат Сталінської премії (1948, «Подвиг розвідника»)
- Заслужений діяч мистецтв Української РСР (1951)